# Trifolium elgonense
Trifolium elgonense är en ärtväxtart som beskrevs av Jan Bevington Gillett. Trifolium elgonense ingår i släktet klövrar, och familjen ärtväxter. Inga underarter finns listade i Catalogue of Life.